# Phytomyza aulagromyzina
Phytomyza aulagromyzina är en tvåvingeart som beskrevs av Pakalniskis 1994. Phytomyza aulagromyzina ingår i släktet Phytomyza och familjen minerarflugor.
Artens utbredningsområde är Litauen. Inga underarter finns listade i Catalogue of Life.